# Trigonodera subparallela
Trigonodera subparallela is een keversoort uit de familie waaierkevers (Rhipiphoridae). De wetenschappelijke naam van de soort is voor het eerst geldig gepubliceerd in 1917 door Lea.